# Ortrun Enderlein
Ortrun Enderlein, verehelichte Zöphel, (* 1. Dezember 1943 in Trünzig) ist eine ehemalige Rennrodlerin der DDR. Sie war eine der erfolgreichsten Rennrodlerinnen in den 1960ern. Mit dem Rennrodeln kam sie in ihrem Heimatdorf Raschau im Erzgebirge in Berührung, startete aber während ihrer aktiven Karriere für den SC Traktor Oberwiesenthal. Sie ist die erste Olympiasiegerin (1964 in Innsbruck) ihrer Sportart und gewann zudem unter anderem zwei Weltmeistertitel (1965 in Davos und 1967 in Hammarstrand). Die sportlichen Erfolge der Rennrodler um Thomas Köhler und Ortrun Enderlein wurden in der DDR gefeiert und politisiert. Beider Sportkarriere fiel in die Zeit des eisig geführten Kalten Krieges, in der weder die DDR aufgrund der Hallstein-Doktrin durch die Bundesrepublik Deutschland anerkannt war noch sportliche Wettkämpfe zwischen Sportlern der beiden deutschen Staaten auf deutschem Boden geduldet waren. Höhepunkt der Spannungen in Enderleins Sportkarriere war die umstrittene Disqualifikation im „Kufenskandal“ der Olympischen Winterspiele 1968 in Grenoble, als sie wie auch zwei weitere DDR-Sportlerinnen aufgrund des Vorwurfs, mit geheizten Kufen angetreten zu sein, in Führung liegend aus der Wertung genommen wurde. Von DDR-Offiziellen wurde sofort der Verdacht geäußert, dass es sich dabei um eine Intrige gegen die erstmals mit einer eigenständigen Mannschaft bei Olympischen Spielen startende DDR handelte. Nach ihrer Sportkarriere war Enderlein als Vertriebsingenieur tätig. Sie war Präsidiumsmitglied des Rennschlitten- und Bobsportverbandes der DDR und gehörte dem NOK der DDR als persönliches Mitglied an.

## Leben
Ortrun Enderlein ist eine Tochter des Försters Willy Enderlein und seiner Ehefrau Hertha geb. Müller. Ihr aus Hammerunterwiesenthal stammender Vater war als Forstgehilfe und Förster u. a. in Reichstein, Oberwiesenthal, Mittweida und Trünzig tätig. Die Familie ließ sich 1954 in Raschau im Erzgebirge nieder. Ihr älterer Bruder ist der Motorradrennfahrer Klaus Enderlein.
Enderlein erlernte im VEB Meßgerätewerk Beierfeld den Beruf des Mechanikers, in welchem sie auch tätig war. Während ihrer sportlichen Karriere absolvierte sie ein Fernstudium zum Maschinenbauingenieur mit einer Vertiefung in Fertigungstechnik. Später arbeitete sie als Vertriebsingenieur im VEB Meßgerätewerk Beierfeld, in dem Tachometer, Druck- und Temperaturmessgeräte, Magnetventile, Regler für Durchlauferhitzer und ähnliche Erzeugnisse hergestellt wurden. Sie ist mit Bernd Zöphel, dem ehemaligen Geschäftsführer der KUKA Werkzeugbau Schwarzenberg GmbH, verheiratet.

## Sportkarriere

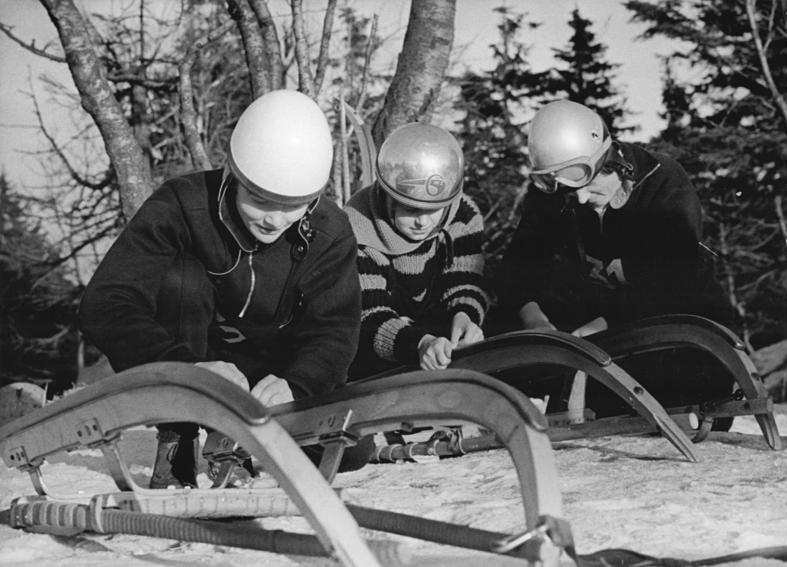
Enderlein (Mitte) beim Präparieren ihres Schlittens vor dem Fichtelbergrennen im Januar 1962

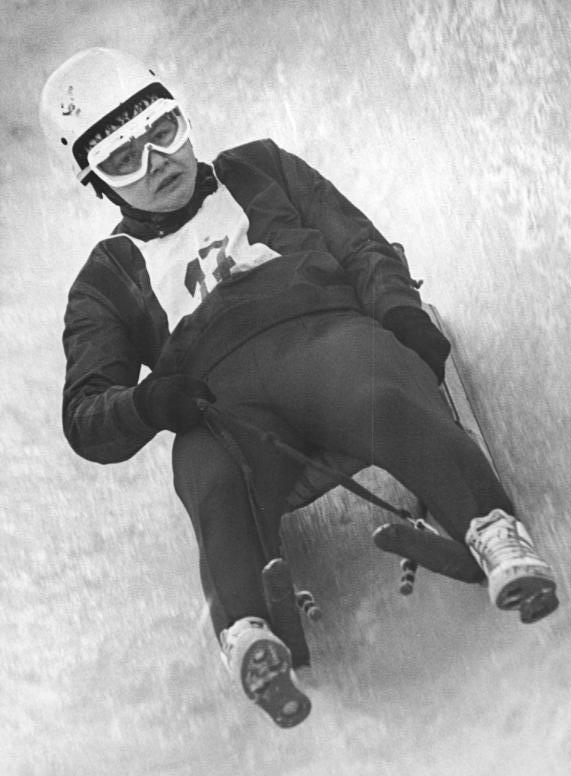
Enderlein bei den DDR-Meisterschaften 1964 auf der Spießbergbahn Friedrichroda

Enderlein spielte Handball bei der BSG Rotation Raschau, für die sie noch 1964 gelegentlich als Torhüterin in der Kreisligamannschaft aktiv war. In dieser Betriebssportgemeinschaft kam sie 1961 in der von Gotthold Meinhold betreuten Sektion Rennschlittensport mit dem Rodeln in Kontakt. In der 1962 gegründeten Sektion Rennschlittensport des SC Traktor Oberwiesenthal, zu der unter anderem Thomas Köhler, Michael Köhler, Klaus-Michael Bonsack und Ilse Geisler gehörten, erreichte Ortrun Enderlein Weltniveau. Den schnellen Durchbruch zur Spitzenfahrerin verdankte sie nach eigener Aussage der Mannschaft, ihrem Trainer und ihrer Ausbildung zum Mechaniker.
Im Winter 1961/62 startete Enderlein bei fünf Rennen und erreichte bei der nationalen Juniorenmeisterschaft den fünften Platz. Bei ihrem Einstand bei internationalen Großereignissen belegte Enderlein bei den 8. Weltmeisterschaften 1963 in Imst nach einem Sturz nur den 24. Platz, während sich ihre Mannschaftskollegin Ilse Geisler den Titel sichern konnte. Wenige Tage später belegte Enderlein bei dem internationalen Wettbewerb um den „Ehrenpreis der Stadt Innsbruck“ auf der neu errichteten Bahn in Innsbruck-Igls hinter Geisler den zweiten Platz. Ihren ersten großen nationalen Erfolg konnte sie im Februar 1963 feiern, als sie in Oberbärenburg bei den DDR-Meisterschaften den Sieg vor Helga Meusinger, der Junioren-Europameisterin der Jahre 1961 und 1962, errang, während Ilse Geisler durch zwei Stürze chancenlos blieb.
Bei der olympischen Premiere des Rodelsports 1964 in Innsbruck gewann sie mit Bestzeit in allen vier Läufen (je einer am 30. und 31. Januar sowie zwei am 4. Februar) überlegen mit 0,75 Sekunden Vorsprung die Goldmedaille vor Ilse Geisler und Helene Thurner aus Österreich. Zudem fuhr sie in 50,87 s einen neuen Bahnrekord. Während der Schlussfeier der Olympischen Spiele am 9. Februar 1964 wurde ihr die Ehre zuteil, als Fahnenträgerin der gemeinsamen deutschen Mannschaft aufzutreten. Am 21./22. Februar 1964 konnte sie auf der Spießbergbahn in Friedrichroda ihren Titel als DDR-Meisterin (wiederum vor Ilse Geisler) verteidigen. Anschließend besiegte sie Geisler auch im Rennen um den Mitropa-Pokal. Im Juni 1964 wurde ihr, wie auch Thomas Köhler, der ebenfalls den Olympiasieg erringen konnte, anlässlich der Woche der Jugend und des Sports der Vaterländische Verdienstorden in Silber verliehen. Beider Erfolge wurden im Kampf um die Anerkennung der Eigenständigkeit der DDR und dem Ziel, zukünftig mit einer eigenständigen Olympiamannschaft auftreten zu dürfen, durch die DDR politisiert. Dazu gehörte ihre Delegierung zum Frauenkongress der DDR, der vom 25. bis 27. Juni 1964 in Berlin stattfand.
Im Winter 1965 errodelte sich Enderlein bei den Weltmeisterschaften am 6. und 7. Februar in Davos mit über einer Sekunde Vorsprung nach vier Läufen ihren ersten Weltmeistertitel vor ihren Teamkolleginnen Petra Tierlich, Ilse Geisler und Barbara Winter. Bei der folgenden DDR-Meisterschaft in Oberhof siegte sie eine Woche später trotz Disqualifikation im zweiten Lauf (nur zwei der drei Rennläufe wurden gewertet) mit einer knappen Sekunde Vorsprung wiederum vor Petra Tierlich und Ilse Geisler. Durch ihre anhaltenden Erfolge belegte Enderlein bei der Wahl zur Sportlerin des Jahres 1965 hinter Hannelore Suppe und Gabriele Seyfert den dritten Platz.
Die Rennrodel-Weltmeisterschaften 1966, die auf der Spießbergbahn in Friedrichroda hätten stattfinden sollen, konnten wegen Föhns und dem damit verbundenen Tauwetter nicht stattfinden; auch wurde keine DDR-Meisterschaft durchgeführt. Am 22. Juni 1966 nahm sie die Weihe des seit 1959 durch das Nationale Aufbauwerk neu errichteten Freibads in ihrem Heimatdorf Raschau vor.
Ihren Weltmeistertitel verteidigte Enderlein bei den Rennrodel-Weltmeisterschaften 1967 in Hammarstrand erfolgreich. Nachdem sie in allen vier Läufen am 18. und 19. Februar jeweils Bestzeit erzielte, lag sie in der Endwertung 1,39 Sekunden vor Petra Tierlich und Helene Thurner. Sie erzielte zudem in 50,93 s einen neuen Bahnrekord. Wegen „diskriminierender Bedingungen“ (Nichtanerkennung der DDR aufgrund der Hallstein-Doktrin) konnten die Rennrodler aus der DDR bei den Rennrodel-Europameisterschaften 1967 am Königssee nicht an den Start gehen. Da es die einzigen durchgeführten Europameisterschaften zwischen 1963 und 1969 waren, nahm Enderlein somit nie an Rennrodel-Europameisterschaften teil. Bei der DDR-Meisterschaft des Jahres in Oberhof belegte sie den zweiten Platz hinter Anna-Maria Müller.
Nachdem Enderlein, die in dieser Zeit als „perfekteste Rennschlittenfahrerin der Welt“ galt, im Januar 1968 bei den Alpenpokalrennen in Imst den Sieg als Laufschnellste in allen drei Läufen errungen hatte, ging sie als Favoritin in die Olympischen Winterspiele 1968 in Grenoble. Nach dem finalen dritten Rennlauf (ein vierter Lauf konnte nicht durchgeführt werden) auf der Bahn in Villard-de-Lans am 11. und 13. Februar 1968 lag sie knapp mit 0,02 Sekunden Vorsprung vor ihrer Mannschaftskollegin Anna-Maria Müller, wurde jedoch in einer umstrittenen Entscheidung disqualifiziert. Der polnische Kontrolleur und Vizepräsident des Internationalen Rodlerverbandes, Lucjan Świderski, prüfte die Kufen der teilnehmenden DDR-Schlitten, indem er Schnee gegen diese warf, der „zischend zerdampft“ sei und kam zu dem Schluss, dass diese unerlaubt erhitzt worden seien. Andere Schilderungen dieser „Schneeprobe“ legen nahe, dass Świderski wenig Schnee auf die Seitenfläche der Eiskante des Schlittens gelegt hatte, der lediglich schmolz. Neben Enderlein wurden auch die Zweitplatzierte Anna-Maria Müller und die Viertplatzierte Angela Knösel disqualifiziert. Der Olympiasieg ging so an die italienische Rodlerin Erika Lechner. Nach dem Ausschluss des DDR-Rennrodlers Horst Hörnlein bei den Weltmeisterschaften 1967 aus dem gleichen Grund sorgte der Vorwurf des unerlaubten Kufenwärmens diesmal für einen olympischen Skandal, der vor dem Hintergrund der sportpolitischen Brisanz von erstmals zwei getrennt antretenden deutschen Mannschaften und des Kalten Krieges eine starke politische Beinote enthält: Während die westdeutsche Presse von „Rennbetrug“ sprach, warfen DDR-Sportfunktionäre um Manfred Ewald dem westdeutschen Rodelverband vor, eine Intrige gegen die DDR-Rodlerinnen und die erstmals eigenständig angetretene DDR-Mannschaft inszeniert zu haben. In der Folge legten die ausgeschlossenen DDR-Rodlerinnen eine notariell bestätigte eidesstattliche Erklärung ab, sich nichts zuschulden kommen gelassen zu haben, deren Gültigkeit von Enderlein bis in die Gegenwart so bekräftigt wird. Laut 2006 aufgetauchter und von Giselher Spitzer ausgewerteter Unterlagen des MfS soll Lucjan Świderski von den Verbänden der Bundesrepublik Deutschland und Österreichs bestochen worden sein. Die Frage, ob die DDR-Rodlerinnen betrogen hatten oder um ihre verdienten Medaillen betrogen wurden, ist bis heute nicht endgültig aufgeklärt, wenngleich mittlerweile in renommierten bundesdeutschen Medien und in den Dachorganisationen des deutschen Sports davon ausgegangen wird, dass es in Grenoble gar keinen Betrug durch die Athletinnen gegeben hatte. Bei einem Wiedersehenstreffen der deutschen Medaillengewinner von 1968 erklärte Veronika Rücker als Vorstandsvorsitzende des Deutschen Olympischen Sportbunds im August 2018, ohne eine Rehabilitation der disqualifizierten Athletinnen konkret anzugehen, dass die Vorgänge um den Kufenskandal „mehr als abenteuerlich [klingen] und sehr stark nach heftigem Kaltem Krieg. [...] Wir sind der festen Überzeugung, dass Ortrun Enderlein und ihren Mannschaftskolleginnen damals Unrecht widerfahren ist. Aus unserer Sicht hätte sie eine Medaille gewonnen.“ Der Präsident des Internationalen Rennrodelverbandes FIL, Josef Fendt, selbst ehemaliger bundesdeutscher Rennrodler, hatte jedoch bereits 2006 eine sportpolitische Neubewertung des Falls während seiner Amtszeit abgelehnt.
Im Nachgang der Olympischen Spiele von Grenoble gewann Enderlein am 24./25. Februar 1968 als Laufbeste in drei von vier Läufen den DDR-Meistertitel in Friedrichroda vor Angela Knösel und Anna-Maria Müller. Im August 1968 erhielt sie für ihre sportlichen Leistungen und ihre „besonderen Verdienste um die Erhöhung des Internationalen Ansehens der DDR“ erneut den Vaterländischen Verdienstorden in Silber verliehen. Zum Ausgang ihrer Karriere erreichte Enderlein verletzungsbedingt nicht mehr die gewohnten Spitzenleistungen. Durch eine Schulterverletzung lädiert, erzielte sie beim Sieg von Petra Tierlich bei den Rennrodel-Weltmeisterschaften 1969 am Königssee trotz Laufbestzeit im vierten Lauf nur den sechsten Rang. Eine Woche zuvor hatte sie noch vor Lechner und Knösel den Rennrodel-Alpenländerpokal 1969 im Imst gewonnen. Nach der DDR-Meisterschaft 1969 in Friedrichroda, bei der sie sich nicht unter den besten drei platzieren konnte, trat sie vom Leistungssport zurück. Während ihrer gesamten Karriere fuhr sie mit nur einem Schlitten, an dem sie selbst schraubte und bastelte. Die Hauptunterschiede zum modernen Rennrodeln charakterisierte sie 2013 damit, dass es in ihrer aktiven Zeit „keine Startbügel, keine Funktionskleidung, keine Visierhelme und kein Forschungszentrum fürs Material“ gegeben habe, sie als Amateursportlerin aber auch „nicht wie eine Litfaßsäule rumlaufen“ musste. Weitere Ehrungen, die Enderlein im Laufe ihrer Sportkarriere erhielt, waren die Ernennung zum Verdienten Meister des Sports und die Verleihung der Artur-Becker-Medaille.

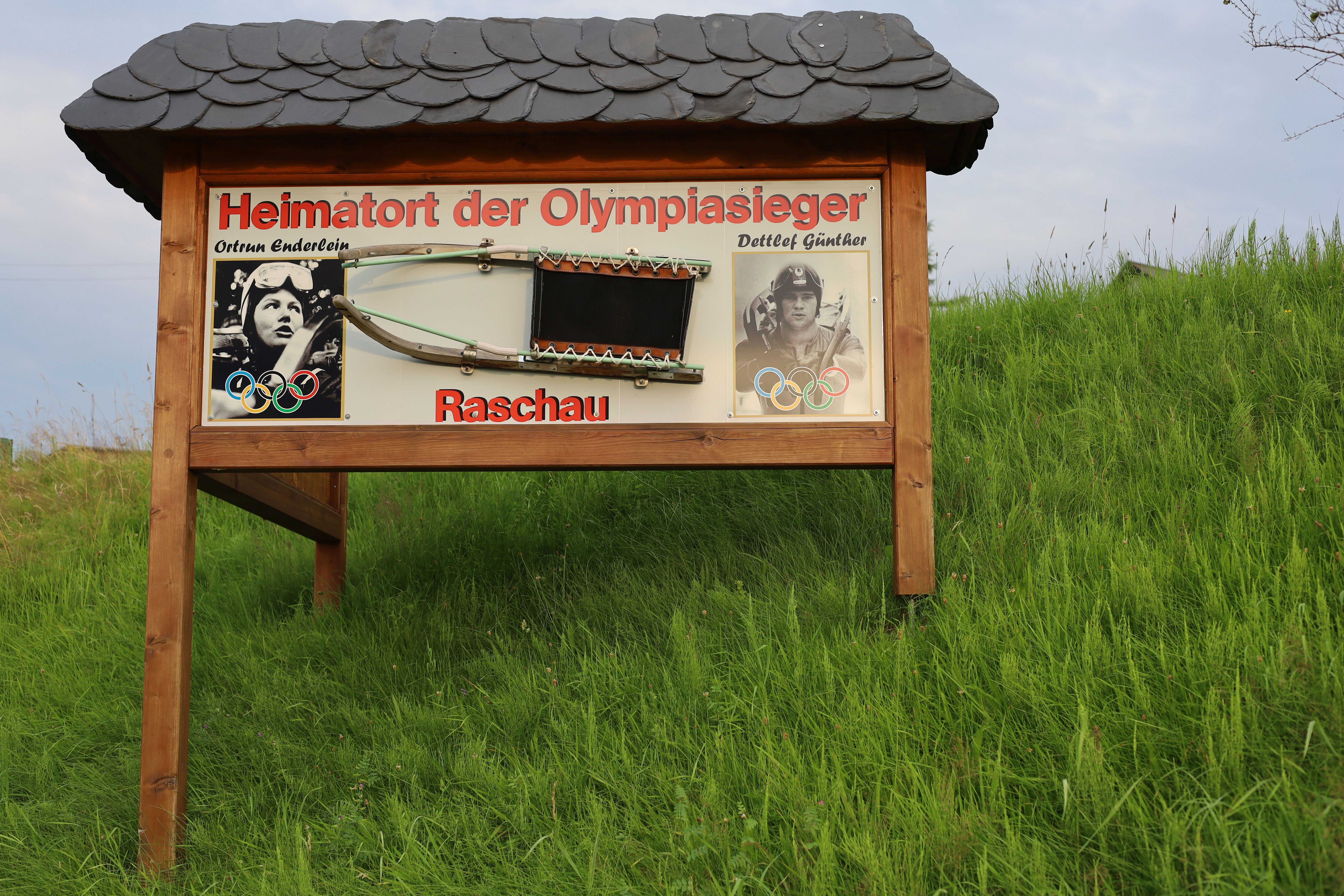
Gedenktafel der Olympiasieger aus Raschau-Markersbach

Von 1970 bis 1990 gehörte Enderlein dem NOK der DDR, von dem sie im März 1969 mit einem Ehrenpreis und im November 1985 mit einer Goldenen Ehrennadel geehrt wurde, als persönliches Mitglied an. Sie war zudem Präsidiumsmitglied des Rennschlitten- und Bobsportverbandes der DDR und Mitglied im Nationalrat der Nationalen Front.
Nahe dem Sportplatz von Raschau wurde in Vorbereitung der 775-Jahr-Feier 2015 eine Gedenktafel für die beiden Rennrodel-Olympiasieger Ortrun Enderlein und Dettlef Günther errichtet.